# Кубок Іспанії з футболу 1909
Кубок Іспанії з футболу 1909 — 7-й розіграш кубкового футбольного турніру в Іспанії. Титул вперше здобула Цикліста. 

## Календар
| Раунд        | Дата            | Матчі | Клуби |
| ------------ | --------------- | ----- | ----- |
| Перший раунд | 4 квітня 1909   | 1     | 5 → 4 |
| 1/2 фіналу   | 5-6 квітня 1909 | 2     | 4 → 2 |
| Фінал        | 8 квітня 1909   | 1     | 2 → 1 |

## Перший раунд
| Команда 1     | Рахунок | Команда 2         |
| ------------- | ------- | ----------------- |
| 4 квітня 1909 |         |                   |
| Цикліста      | 4:2     | Атлетік (Більбао) |

## 1/2 фіналу
| Команда 1          | Рахунок | Команда 2 |
| ------------------ | ------- | --------- |
| 5 квітня 1909      |         |           |
| Еспаньйол (Мадрид) | 3:2     | Барселона |
| 6 квітня 1909      |         |           |
| Цикліста           | 2:0     | Галіція   |

## Фінал
| 8 квітня 1909 |

| Цикліста                                   | 3:1      | Еспаньйол (Мадрид) |
| ------------------------------------------ | -------- | ------------------ |
| Макгіннесс 30' (пен.) Сіммонс 47' Сена 80' | Протокол | Жиральт 60'        |

| Кампо де О'Доннелл, Мадрид Арбітр: Альфонсо Альмаске |